# Robert Kerman
Robert Charles Kerman (16 de dezembro de 1947, Brooklyn – 27 de dezembro de 2018, Nova Iorque), também conhecido como R. Bolla, foi um ator americano que teve uma carreira notável como ator pornográfico durante o que é considerado o período da "era de ouro" do cinema pornô — na metade da década de 1970 até o início/meados da década de 1980. Ele cresceu em um bairro italiano de classe média em Bensonhurst, Brooklyn. Como R. Bolla, ele apareceu em mais de 100 filmes pornográficos, sendo o mais famoso Debbie Does Dallas (1978). Ele é um dos poucos artistas de filmes adultos a ter uma carreira de ator de cinema importante. Seu papel mais importante no cinema foi no controverso filme Cannibal Holocaust (1980).